# Alone Together (Clayton-Granelli-Album)
Alone Together ist ein Jazzalbum von Jay Clayton und Jerry Granelli. Die im Juli 2014 im Sonic Temple Studio, Halifax, Nova Scotia, entstandenen Aufnahmen erschienen im Januar 2020 auf Sunnyside Records.

## Hintergrund
Die Sängerin Jay Clayton und der Perkussionist Jerry Granelli machten in den 1980er-Jahren gemeinsam Musik. Die Beziehung zwischen Clayton und Granelli entstand auf Empfehlung des Perkussionisten Collin Walcott. Granelli leitete zu dieser Zeit das Sommermusikprogramm am Naropa Institute in Boulder, Colorado, einer buddhistischen Institution, in der viele Künstler und Musiker zusammenkamen. Walcott schlug Granelli vor, Jay Clayton 1979 in ihren Workshop einzuladen.
Als Clayton ankam, wurde sie gebeten, mit Walcott und Granelli (den sie noch nie getroffen hatte) ein improvisiertes Konzert im dortigen Planetarium zu geben. Die Verbindung zwischen Clayton und Granelli war unmittelbar und tief; Clayton kehrte in den folgenden drei Sommern ans Naropa Institute zurück. Als Granelli schließlich von der Bay Area nach Seattle zog, um am Cornish College zu unterrichten, lud er Clayton ein, der Fakultät beizutreten. In Seattle begannen die beiden, ihr gemeinsames Idiom weiterzuentwickeln. Die beiden trafen sich regelmäßig in Granellis Proberaum und schufen einen Sound, der viele weitere Projekte vorantreiben sollte, darunter auch ihr Quartett mit dem Posaunisten Julian Priester und dem Bassisten Gary Peacock. Aber es war ihre Verbindung, die den Kern dieser Aktivitäten bildete.
Ihre erste Studiosession fand 1985 statt, mit dem Titel Sound Songs, die 1986 bei JMT veröffentlicht wurde. Abgesehen von Charles Mingus’ „Goodbye Pork Pie Hat“ war das gesamte Album improvisiert. Dreißig Jahre später haben Clayton und Granelli ihre Duo-Besetzung noch einmal aufgegriffen. Im Juli 2014 trafen sie sich für drei Stunden im Sonic Temple Studio in Halifax. Obwohl es keinen Plan gab und die gesamte Musik spontan entstand, verwendete Clayton – wie schon im Album The Peace of Wild Things (2007) – Gedichte von E. E. Cummings, außerdem der Naropa-Gründerin Anne Waldman und der Tänzerin Brenda Bufalino. Sie interpretieren auch „Lonely Woman“ von Ornette Coleman und den Standard „Wild Is the Wind“.

## Titelliste
- Jay Clayton & Jerry Granelli: Alone Together (Sunnyside SSC 1562)[1]

1. Because It's Spring (Text: E. E. Cummings) 3:50
2. Fast Speaking Woman (Text: Anne Waldman) 4:26
3. Lonely Woman (Ornette Coleman) 5:17
4. Swing Thing 4:56
5. Wild Is the Wind (Dimitri Tiomkin, Ned Washington) 4:51
6. Birds and Artists (Text: Brenda Bufalino) 6:41
7. New Morning Blues (Clayton) 4:11
8. Bells Too (Text: E. E. Cummings) 4:06

Wenn nicht anders vermerkt, stammen die Kompositionen von Jerry Granelli und Jay Clayton.

## Rezeption
Nach Ansicht von Angelo Leonardi, der das Album in All About Jazz rezensierte, beweise Jay Clayton die fantasievolle Beherrschung einer breiten Palette stimmlicher Lösungen in einem skurrilen Spiel klanglicher Lösungen und Phrasierungen, die einfühlsam mit Granellis farbenfrohem rhythmisch-perkussivem Gefüge verknüpft seien.
In dieser exponierten Umgebung würde Claytons subtil ausdrucksstarke Stimme ein genaues Zuhören erfordern, während sie in die melodisch-perkussiven Linien von Granelli eintauche, schrieb Suzanne Lorge im Down Beat.